# Grabill
Grabill – miasto w Stanach Zjednoczonych, w stanie Indiana, w hrabstwie Allen.